# Undallslund
Undallslund är en skog i Danmark.   Den ligger i Viborgs kommun i Region Mittjylland, i den centrala delen av landet, 210 km väster om Köpenhamn.